# NGC 6122
NGC 6122 is een lensvormig sterrenstelsel in het sterrenbeeld Noorderkroon. Het hemelobject werd op 6 mei 1886 ontdekt door de Franse astronoom Guillaume Bigourdan.

## Synoniemen
- MCG 6-36-32
- NPM1G +37.0511
- PGC 57858